# Ludwików (powiat skierniewicki)
Ludwików – wieś w Polsce położona w województwie łódzkim, w powiecie skierniewickim, w gminie Skierniewice.
W latach 1975–1998 miejscowość administracyjnie należała do województwa skierniewickiego.

## Komunikacja
Do wsi dojeżdża linia nr 7 MZK Skierniewice.